# Pembroke Athleta FC
Pembroke Athleta FC (ang. Pembroke Athleta F.C.) – maltański klub piłkarski z siedzibą w mieście Pembroke na północnym wschodzie kraju.

## Historia
Chronologia nazw:
- 1962: Athleta Juvenis F.C.
- 1994: Pembroke Athleta F.C.

Klub został założony w 1962 roku jako Athleta Juvenis F.C.. W sezonie 1994/95 zmienił nazwę na Pembroke Athleta F.C. i debiutował w Third Division (D4). Po zakończeniu sezonu 1995/96 w ligowych rozgrywkach zajął pierwsze miejsce w Section B i awansował do drugiej dywizji (D3). Po dwóch latach spadł w 1998 do trzeciej ligi. Dopiero w sezonie 2011/12 zdobył mistrzostwo trzeciej ligi i ponownie awansował do drugiej dywizji. W sezonie 2013/14 uplasował się ma 2 pozycji i zdobył promocję do pierwszej dywizji (D2). W następnym sezonie 2014/15 zajął drugie miejsce w pierwszej dywizji i po raz pierwszy zdobył awans do Premier ligi.

## Sukcesy

### Trofea międzynarodowe
Nie uczestniczył w rozgrywkach europejskich (stan na 31-05-2015).

### Trofea krajowe
| \| \| Zdobyte trofea w rozgrywkach Malty (stan na: 31-05-2015) \| |                                                          |      |                        |
| Rozgrywki                                                         | Osiągnięcie                                              | Razy | Sezon(y)               |
| Mistrzostwo                                                       | I miejsce                                                | 0    |                        |
| Mistrzostwo                                                       | II miejsce                                               | 0    |                        |
| Mistrzostwo                                                       | III miejsce                                              | 0    |                        |
| Mistrzostwo                                                       | ? miejsce                                                | 1    | 2016                   |
| Puchar                                                            | zdobywca                                                 | 0    |                        |
| Puchar                                                            | finalista                                                | 0    |                        |
| Puchar                                                            | 1/16 finału                                              | 3    | 2012, 2013, 2014, 2015 |
| II liga                                                           | I miejsce                                                | 1    | 2015                   |
| II liga                                                           | II miejsce                                               | 0    |                        |
| II liga                                                           | III miejsce                                              | 0    |                        |
| Malta                                                             | Zdobyte trofea w rozgrywkach Malty (stan na: 31-05-2015) |      |                        |

## Stadion
Klub rozgrywa swoje mecze domowe na stadionie Pembroke Athleta Sports Ground w Pembroke, który może pomieścić 1000 widzów.